# Coupe de Biélorussie de football 1996-1997
Navigation
Coupe de Biélorussie 1995-1996 Coupe de Biélorussie 1997-1998
La Coupe de Biélorussie 1996-1997 est la 6e édition de la Coupe de Biélorussie de football depuis la prise d'indépendance du pays en 1991. Elle prend place entre le 20 juillet 1996 et le 25 mai 1997, date de la finale au stade Dinamo de Minsk.
Un total de 32 équipes prennent part à la compétition, parmi lesquelles l'intégralité des participants à la saison 1996 des deux premières divisions biélorusses auquel s'ajoute trois équipes du troisième échelon.
La compétition suivant un calendrier sur deux années, contrairement à celui des championnats biélorusses qui s'inscrit sur une seule année, celle-ci se trouve de fait à cheval entre deux saisons de championnat ; ainsi pour certaines équipes promues ou reléguées durant la saison 1996, la division indiquée peut varier d'un tour à l'autre.
Le Belchina Babrouïsk remporte sa première coupe nationale à l'issue de la compétition au détriment du Dinamo-93 Minsk. Cette victoire permet au club de se qualifier pour le tour préliminaire de la Coupe des coupes 1997-1998.

## Seizièmes de finale
| Date            | Locaux                       | Score                | Visiteurs                     |
| --------------- | ---------------------------- | -------------------- | ----------------------------- |
| 20 juillet 1996 | Kristall Smaliavitchy (D3)   | 0 - 3                | (D1) Dinamo-93 Minsk          |
| 20 juillet 1996 | Stroïtel Staryïa Darohi (D2) | 0 - 4                | (D1) Dinamo Minsk             |
| 23 juillet 1996 | Kommounalnik Slonim (D2)     | 1 - 3                | (D1) Dniepr Mahiliow          |
| 24 juillet 1996 | Lokomotiv Vitebsk (D2)       | 2 - 4                | (D1) Lokomotiv-96 Vitebsk     |
| 24 juillet 1996 | FK Kobryne (D2)              | 4 - 2                | (D1) Obouchtchik Lida         |
| 24 juillet 1996 | FK Homiel (D2)               | 1 - 2                | (D1) Torpedo Minsk            |
| 24 juillet 1996 | Stroïtel Biaroza (D2)        | 0 - 5                | (D1) FK Maladetchna           |
| 24 juillet 1996 | Transmach Mahiliow (D2)      | 0 - 1                | (D1) Torpedo Mahiliow         |
| 24 juillet 1996 | Torpedo Jodzina (D2)         | 1 - 2                | (D1) Vedrytch Retchytsa       |
| 24 juillet 1996 | Khimik Svietlahorsk (D2)     | 0 - 2                | (D1) MPKC Mazyr               |
| 24 juillet 1996 | Beras Vyssokaïa Lipa (D3)    | 0 - 1                | (D1) Nioman Hrodna            |
| 24 juillet 1996 | BATE Borisov (D3)            | 0 - 2                | (D1) Dinamo Brest             |
| 24 juillet 1996 | Maksim-Legmach Orcha (D2)    | 1 - 1 ap (8 - 9 tab) | (D1) Belchina Babrouïsk       |
| 24 juillet 1996 | Kommounalnik Pinsk (D2)      | 0 - 2 ap             | (D1) Ataka-Aura Minsk         |
| 24 juillet 1996 | Kardan Flaïers Hrodna (D2)   | 1 - 1 ap (3 - 2 tab) | (D1) Chakhtior Salihorsk      |
| 24 juillet 1996 | Dinamo-Iouni Minsk (D2)      | 1 - 1 ap (4 - 2 tab) | (D1) Naftan-Devon Novopolotsk |

## Huitièmes de finale
| Date          | Locaux                    | Score    | Visiteurs                  |
| ------------- | ------------------------- | -------- | -------------------------- |
| 1er août 1996 | FK Maladetchna (D1)       | 0 - 2 ap | (D1) Dinamo Minsk          |
| 2 août 1996   | MPKC Mazyr (D1)           | 1 - 2 ap | (D1) Dinamo-93 Minsk       |
| 3 août 1996   | Ataka-Aura Minsk (D1)     | 3 - 2 ap | (D1) Nioman Hrodna         |
| 4 août 1996   | Dinamo Brest (D1)         | 2 - 0    | (D2) Dinamo-Iouni Minsk    |
| 4 août 1996   | Vedrytch Retchytsa (D1)   | 2 - 3    | (D2) FK Kobryne            |
| 4 août 1996   | Dniepr Mahiliow (D1)      | 3 - 1    | (D2) Kardan Flaïers Hrodna |
| 4 août 1996   | Belchina Babrouïsk (D1)   | 3 - 2 ap | (D1) Torpedo Minsk         |
| 4 août 1996   | Lokomotiv-96 Vitebsk (D1) | 6 - 1    | (D1) Torpedo Mahiliow      |

## Quarts de finale
| Date       | Locaux               | Score   | Visiteurs                 |
| ---------- | -------------------- | ------- | ------------------------- |
|            | FK Kobryne (D2)      | forfait | (D1) Dniepr Mahiliow      |
| 7 mai 1997 | Dinamo-93 Minsk (D1) | 3 - 0   | (D1) Lokomotiv-96 Vitebsk |
| 8 mai 1997 | Ataka Minsk (D1)     | 1 - 2   | (D1) Belchina Babrouïsk   |
| 8 mai 1997 | Dinamo Minsk (D1)    | 1 - 0   | (D1) Dinamo Brest         |

## Demi-finales
| Date        | Locaux                  | Score    | Visiteurs            |
| ----------- | ----------------------- | -------- | -------------------- |
| 16 mai 1997 | Belchina Babrouïsk (D1) | 1 - 0 ap | (D1) Dniepr Mahiliow |
| 16 mai 1997 | Dinamo Minsk (D1)       | 2 - 4 ap | (D1) Dinamo-93 Minsk |

## Finale
| Entraîneur : |
| Oleg Volokh  |

| Entraîneur :       |
| Lioudas Roumboutis |

| Entraîneur : |
| Oleg Volokh  |

| Entraîneur :       |
| Lioudas Roumboutis |